# 傑夫·巴克利
傑佛瑞·史考特·巴克利（英語：Jeffrey Scott Buckley，1966年11月17日—1997年5月29日），普遍被稱作傑夫·巴克利（Jeff Buckley），小名小史·穆爾黑德（Scott Moorhead），美國創作歌手、吉他手，最廣為人知的歌曲為他對李歐納·柯恩名曲哈利路亞的演繹。
他是音樂家提姆·巴克利（Tim Buckley）之子。在洛杉磯任雇用吉他手十年後，1990年代初期，巴克利以於曼哈頓東村翻唱歌曲人氣倏增，Sin-é等音樂場亦逐漸重視他的才華。在斷然拒絕了多家唱片公司與父親的經紀人赫布·科恩（Herb Cohen）後，巴克利選擇與哥倫比亞唱片簽約後，招募了一支樂隊，並在1994年錄製了他唯一的錄音室專輯《恩典》。在2004年的滾石雜誌中的最偉大的歌手排名第39名，2013年12月Mojo雜誌中Grace專輯是創刊20年以來在最好的專輯中排名12名。
巴克利生前雖小有名氣，但卻是死後因唱片公司把他生前未發表的歌曲全發表出來才一炮而紅。

## 外部連結
- 官方網站 （页面存档备份，存于）
- 《奇異恩典》紀錄片 （页面存档备份，存于）
- 傑夫·巴克利影像–Sony BMG官方音樂錄影帶